# Zequinha (1934–2009)
Zequinha, właśc. José Ferreira Franco (ur. 18 listopada 1934 w Recife, zm. 25 lipca 2009 w Olindzie) – brazylijski piłkarz grający na pozycji defensywnego pomocnika.

## Kariera klubowa
Zequinha karierę piłkarską rozpoczął w 1954 roku w klubie Auto Esporte. W 1955 przeszedł do Santa Cruz Recife, w którym grał do 1957 roku. Z klubem z Recife zdobył mistrzostwo Stanu Pernambuco – Campeonato Pernambucano w 1957 roku. W 1958 przeszedł do SE Palmeiras, w którym grał do 1964 roku. Z Palmeiras zdobył mistrzostwo São Paulo – Campeonato Paulista w 1959 i 1963 roku. Po odejściu z Palmeiras grał w krótko we Fluminense, po czym wrócił do Palmeiras z którym zdobył trzecie mistrzostwo Stanu São Paulo w 1966 roku. W latach 1969–1970 grał w klubach Athletico Paranaense i Náutico Recife, gdzie zakończył karierę.

## Kariera reprezentacyjna
29 czerwca 1960 w Rio de Janeiro Zequinha zadebiutował w reprezentacji Brazylii, meczu przeciwko reprezentacji Chile. W 1962 Zequinha pojechał z reprezentacją Brazylii do Chile na Mistrzostwa Świata, na których Brazylia zdobyła swój drugi tytuł mistrza świata. Zequinha był rezerwowym i nie zagrał w żadnym meczu. Ostatni raz w reprezentacji Zequinha zagrał w 7 września 1965 w meczu przeciwko reprezentacji Urugwaju w Belo Horizonte. Łącznie w latach 1960–1965 rozegrał w barwach canarinhos 15 spotkań i strzelił dwie bramki.